# Lev Semyonovich Pontryagin
Lev Semenovich Pontryagin (tiếng Nga: Лев Семёнович Понтря́гин) (ngày 3 tháng 9 năm 1908 – ngày 3 tháng 5 năm 1988) là một nhà toán học Nga. Ông sinh ra tại Moskva và bị mất thị lực trong một vụ nổ bếp dầu lúc ông 14 tuổi. Mặc dù bị mù nhưng ông vẫn có khả năng trở thành nhà toán học nhờ vào sự giúp đỡ của mẹ mình, bà Tatyana Andreevna, bà đọc các sách và bài báo về toán (đặc biệt là của Heinz Hopf, J. H. C. Whitehead và Hassler Whitney) cho ông nghe. Ông nghiên cứu chủ yếu trong một số lĩnh vực toán học, bao gồm các phần hình học của hình học tôpô.

## Sự nghiệp
Ông nghiên cứu lý thuyết đối ngẫu về tính tương đồng khi còn là sinh viên. Ông đặt nền móng cho lý thuyết trừu tượng của biến đổi Fourier, mà ngày nay được gọi là tính đối ngẫu Pontryagin. Trong lĩnh vực hình học tôpô ông đề xuất vấn đề cơ bản về lý thuyết đồng đều trong. Điều này dẫn ông tới đề xuất trong những năm 1940 về lý thuyết các lớp đặc trưng, mà ngày nay được gọi là các lớp Pontryagin, được thiết kế để triệt tiêu đa tạp là biên. Ngoài ra, trong lý thuyết toán tử cũng có những trường hợp đặc biệt của không gian Krein được gọi là không gian Pontryagin.
Những nghiên cứu sau này của ông tập trung vào lý thuyết điều khiển tối ưu. Nguyên lý cực đại của ông là cơ sở cho lý thuyết tối ưu hiện đại. Ông cũng đề xuất ý tưởng về nguyên lý bang-bang, để miêu tả các tình huống hoặc là nên dùng 'điều khiển' cực đại trong một hệ thống, hoặc là không.

## Các tranh cãi và chủ nghĩa bài Do Thái
Pontryagin là một nhân vật nhiều tranh cãi. Mặc dù ông có nhiều người bạn Do Thái và ủng hộ họ trong những năm còn trẻ, ông cũng bị nghi ngờ là bài Do Thái trong những năm còn lại. Ví dụ ông công kích Nathan Jacobson là một "nhà khoa học tầm thường " tiêu biểu cho "phong trào Phục quốc Do Thái", trong khi cả hai ông đều là phó chủ tịch của Liên đoàn Toán học Quốc tế. Ông chống lại cáo buộc bài Do Thái trong một bài báo được đăng trên 1 tạp chí khoa học năm 1979, phản biện rằng ông chống lại chủ nghĩa Phục quốc Do Thái do ông xem nó như một dạng của chủ nghĩa phân biệt chủng tộc. Khi một nhà toán học xuất chúng người Liên Xô gốc Do Thái, Grigory Margulis, được chọn bởi IMU để nhận huân chương Fields tại ICM diễn ra năm 1978, Pontryagin, là một thành viên của Ủy ban Chấp hành của IMU lúc bấy giờ đã quyết liệt phản đối. Mặc dù IMU bảo lưu quan điểm của mình trao giải thưởng cho Margulis Huân chương Fields, Margulis đã bị từ chối cấp visa xuất cảnh bởi chính quyền Liên Xô và đã không thể đích thân tham gia ICM vào năm 1978. Pontryagin cũng tham gia vào vài cuộc vận động chính trị tai tiếng tại Liên Xô, đặc biệt nhất là, trong vụ Luzin.
Các học trò của Pontryagin gồm có Dmitri Anosov, Vladimir Boltyansky, Mikhail Postnikov và Vladimir Rokhlin.